# Черепаха Рівза
Черепаха Рівза (Mauremys reevesii) — вид черепах з роду Водяні черепахи родини Азійські прісноводні черепахи. Інші назви «китайська трикілева черепаха», «китайська ставкова черепаха». Отримала назву на честь англійського натураліста Джона Расела Рівза.

## Опис
Загальна довжина коливається від 17 до 30 см. Спостерігається статевий диморфізм — самиці більші за самців. Голова доволі великого розміру (у порівняні з іншими представниками роду), очі здебільшого великі. Карапакс подовжений, має овальну форму. По ньому проходять 3 чіткі поздовжні кіля. Звідси інша назва цієї черепахи.
Забарвлення карапаксу коричневе або чорне. Шкіра темна зі світло—жовтими смугами на голові та шиї. Старі черепахи нерідко заростають водоростями. Тому панцир зверху має зеленуватий колір. Місцеві мешканці пов'язують цей факт з віком черепахи. Тому на Сході вважається символом довголіття.

## Спосіб життя
Полюбляє прісні та солонуваті водойми, зустрічається на рисових полях й навіть у калюжах. Доволі швидка й моторна черепаха. харчується водоростями, дрібною рибою, молюсками, ракоподібними та комахами.
Самиця відкладає у прибережний пісок від 4 до 14 яєць. За сезон буває до 3 кладок. Інкубаційний період триває 2 місяці.
Суттєву небезпеку складають хижі ссавці, деякі птахи, клопи роду Белостома. 
Часто тримається у тераріумах. У Китаї, Тайвані та Японії з 1990 року знаходиться під охороною.

## Розповсюдження
Мешкає на островах Хонсю, Кюсю (Японія), Корейському піострові, Тайвані, у провінціях Сичуань, Шеньсі, Хубей, Хенань, Аньхой, Чжецзян, Цзянсі, Гонконг, Фуцзянь (Китай), Східному Тиморі.